# ヴェルニー公園
ヴェルニー公園は、神奈川県横須賀市汐入町に位置する市立の都市公園（近隣公園）である。年中無休。
名称は横須賀造兵廠その他の近代施設の建設を指導し、日本の近代化を支援したフランス人技術者レオンス・ヴェルニーに由来する。

## 概要
1946年（昭和21年）に開園した「臨海公園」を2001年（平成13年）にフランス式庭園の様式を取り入れてリニューアルオープンした公園である。海側の歩道はボードウォークやベンチが整備されている。夜にはガス灯を模した電灯が辺りを照らす。
また横須賀港に面するため、アメリカ海軍の横須賀海軍施設と海上自衛隊横須賀基地に停泊する艦船を間近に観察できる。

## 主な施設
- バラ
  - 公園の中央に位置し、約2000本のバラが植栽されている。見ごろを迎える5月-6月頃にかけて園内散策ができる。毎年5月末頃に「Spring Rose Garden & ローズフェスタ」が開催され、多くの人出がある。
- よこすか近代遺産ミュージアム ティボディエ邸
  - 横須賀製鉄所副首長官舎を再現したミュージアム。
- AMALFI Marina Blu（アマルフィイ　マリナブルー）
  - イタリアンレストラン。2023年1月にオープン。
- テレワークセンター「CORSAIRE Working Space～コルセールワーキングスペース～」
  - ワーキングスペース。2023年1月にオープン。
- いこいの広場
  - 南の入口近くにある広場。普段は憩いの場や子供の遊び場として利用されているが、イベントや集会の開催場としても利用されている。
- 逸見波止場衛門跡
  - 旧横須賀軍港逸見門の衛兵詰所として明治末期から大正の初期頃に建てられた2つの建築物、高さ4m程のコンクリート製、外壁にはタイルが貼られている。
- 小栗広場[3]
  - ヴェルニーと小栗忠順の胸像が並んでいる。すぐ近くには、小栗ゆかりの群馬県群馬郡倉渕村から1953年に寄贈された「記念石」が置かれている。
- さくらの広場 1
  - 公園内に二つあるさくら広場の一つ、春には満開の桜が楽しめる。ワーキングスペースはこの中にある。
- さくらの広場 2
  - もう一つのさくら広場。旧日本海軍関係の慰霊碑（沖島、長門、山城の碑、國威顕彰碑、海軍の碑）と正岡子規の歌碑（横須賀や只帆檣の冬木立）がある。
- その他園内には、時計台、噴水台などが設置されている。

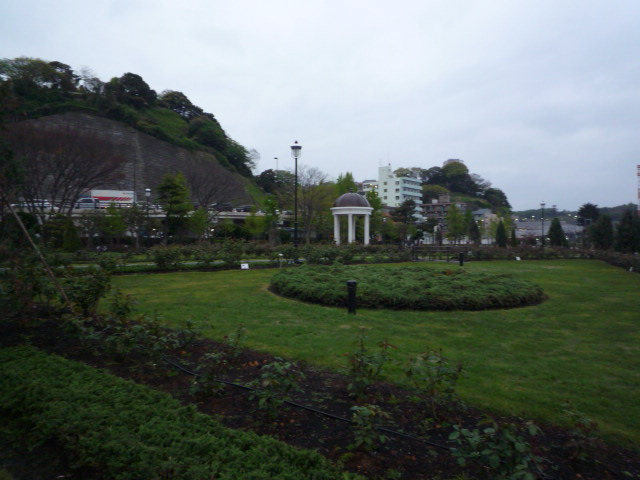
バラ園
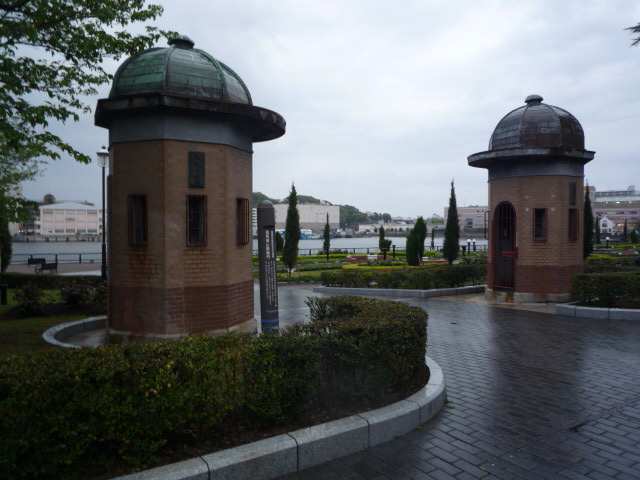
逸見波止場衛門跡
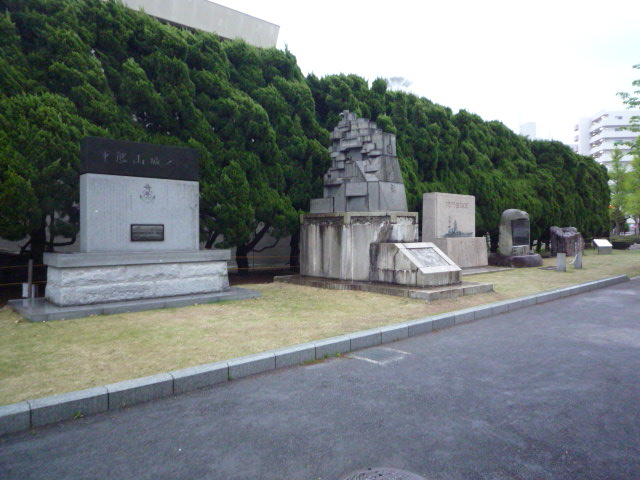
旧海軍関係の慰霊碑
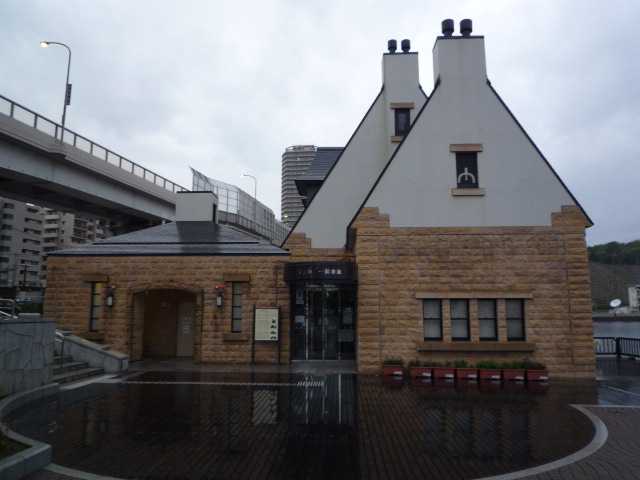
ヴェルニー記念館

### ヴェルニー記念館
フランス・ブルターニュ地方の住宅を模した急傾斜の屋根と石の壁が特徴で、ヴェルニーの功績を紹介している。また、旧横須賀製鉄所（横須賀造船所を経て横須賀造兵廠）で使用されていた3トンと0.5トンの鍛造・圧延用蒸気ハンマー（スチームハンマー）が移設保存されている（1865年、オランダ製。0.5トン機、3トン機ともに国の重要文化財に指定）。2013年7月24日、両スチームハンマーは機械遺産に認定された。記念館前に戦艦陸奥主砲がある（2016年、船の科学館から移設された）。

## アクセス
- 横須賀駅徒歩1分
- 汐入駅徒歩5分